# Чан Ёнджин
Чан Ёнджин (кор. 장영진; род. в 1957 или 1958 году, Чхонджин, Хамгён-Пукто, Корейская Народно-Демократическая Республика) — писатель и единственный известный открытый гей-перебежчик из КНДР.

## Биография
Чан вырос в Чхонджине, городе на восточном побережье КНДР. В детстве он влюбился в мальчика по имени Сон Чхоль, который был его другом, и эта дружба продлилась до зрелого возраста. Они держались за руки и делили кровати. Чан и Сон Чхоль позже переедут в Пхеньян, чтобы учиться в разных колледжах. Они расстались в 1976 году, когда оба вступили в северокорейскую армию. По словам Чана, «зимой, когда солдатам выдавали всего по два изношенных одеяла и мало тепла, мы часто искали партнёра, чтобы спать, обнявшись, по ночам, чтобы согреться». Он также отметил, что «мы считали это частью того, что партия называла  „революционным товариществом“».. Чан также сказал, что в его подразделении на передовой старшие солдаты и офицеры подкупали его яблоками и другой едой, чтобы заманить к себе под одеяла. В 1982 году Чан был уволен из армии после заражения туберкулёзом. В Чхонджине Чан работал специалистом по беспроводной связи.
В 1987 году Чан вступил в брачные отношения с преподавателем математики, руководствуясь рациональными соображениями, однако не испытывал эмоциональной привязанности ни к ней, ни к женщинам в целом. После длительного периода бездетности супруги обратились к медицинскому специалисту по рекомендации родственников для проведения обследования и выявления возможных физиологических причин бесплодия, которые, однако, не были обнаружены. Ранее, в период обучения в университете, Чан обращался к неврологу, поскольку испытывал интерес «почему я так отличаюсь от других», но «как только я начал говорить о своих чувствах, мне пришлось выбежать из кабинета, потому что врач начал кричать на меня». Позднее Чан инициировал процесс развода, но получил отказ от судебных органов. Опасаясь негативных последствий для своей профессиональной деятельности в качестве преподавателя, супруга Чана настоятельно рекомендовала ему сохранить брак. Параллельно Чан возобновил общение с другом, Сон Чхолем, который после службы в армии вступил в брак с медицинской сестрой и стал отцом двоих детей. Оба друга время от времени навещали друг друга, и их жёны позволяли им спать вместе, думая, что это привычка из детства.
Зимой 1996 года Чан бежал из КНДР, перейдя китайско-северокорейскую границу по замёрзшей реке, но не смог попасть в Южную Корею из Китая. Затем он повторно въехал в КНДР и после пяти дней путешествия сбежал в Южную Корею 27 апреля 1997 года, пробравшись через Корейскую демилитаризованную зону (ДМЗ), что сделало его одним из немногих людей, которым это удалось. Бегство Чана попало в заголовки газет, и его семья была наказана за его действия, сосланная в отдаленную деревню на севере страны. После его прибытия официальные лица Южной Кореи допрашивали Чана в течение пяти месяцев, прежде чем освободить его после того, как он рассказал о своем трудном браке в КНДР. Чан не мог полностью понять свою сексуальную ориентацию до начала 1998 года, когда он обнаружил, что он гей, прочитав статью в журнале о правах геев и каминг-ауте геев. В статье были показаны фотографии однополой пары, целующейся друг с другом, и сообщалось, что в Сеуле есть гей-бары.
В 2004 году Чан влюбился в местного бортпроводника, с которым его познакомил владелец его любимого бара. После трех месяцев знакомства Чан отдал ему все свои сбережения, вещи и арендуемый дом, чтобы бортпроводник мог купить им дом побольше для проживания. Несмотря на обещание быть его партнером, Чан больше никогда не виделся с бортпроводником и пытался заявить о нём в полицию пятнадцать дней подряд, пока полиция не велела Чану сдаться. Этот инцидент подорвал доверие Чана к другим людям. Впоследствии Чан заболел и был госпитализирован на месяц, в результате чего потерял работу на заводе и стал бездомным. Позже он заподозрил, что его болезнь была вызвана стрессом из-за того, что его обманул бортпроводник. Чан также обратился за помощью к активистам по защите прав геев. Примерно в то же время, когда произошел инцидент, Чан узнал, что трое его братьев и одна из его сестёр в КНДР умерли после изгнания из своей деревни после того, как Чан бежал. Анонимный северокорейский перебежчик, который знал семью Чана, сказал, что его жена также была изгнана из своей деревни, но позже была помилована.
Позже Чан смог преодолеть безработицу, устроившись на работу уборщиком, и выбраться из бездомности, накопив деньги на аренду нового жилья. В свободное время он начал писать, а в конце апреля 2015 года опубликовал автобиографию под названием «Знак красной чести», которая была переведена на английский язык в 2017 году. В мае 2015 года Чан сообщил, что работает над художественным романом «о женщинах в Северной Корее, таких как моя мать и сестры». По состоянию на июнь 2015 года он работал уборщиком в здании в центре Сеула. В феврале 2016 года в интервью Чан заявил, что оставил работу уборщика, чтобы полностью сосредоточиться на писательстве. В 2020 году он познакомился с владельцем ресторана, американцем корейского происхождения Минсу на сайте знакомств. Через четыре месяца Чан встретился с Минсу в США, а два месяца спустя Минсу сделал ему предложение. В марте 2021 года пара планировала пожениться в том же году.